# Franz Dusika
Franz „Ferry“ Dusika (* 31. März 1908 in Wien; † 12. Februar 1984 ebenda) war ein österreichischer Radrennfahrer und nationaler Meister im Radsport.

## Kindheit und Jugend
Ferry Dusika wuchs nach der Scheidung seiner Eltern in einem Waisenhaus auf. Wegen seiner kränklichen Konstitution riet ihm der Arzt vom Radsport ab. Trotzdem begann Dusika seine Karriere als Radrennfahrer beim Wiener Sport-Club. Er fuhr vorzugsweise Sprint auf der Bahn.

## Radsportkarriere
1928 startete Ferry Dusika bei den Olympischen Sommerspielen in Amsterdam in zwei Disziplinen, im 1000-Meter-Zeitfahren sowie im Tandemrennen (gemeinsam mit August Schaffer), ohne jedoch einen vorderen Platz zu belegen.
Seinen ersten großen internationalen Erfolg errang er 1932 bei den UCI-Bahn-Weltmeisterschaften in Rom. Da er bei der nationalen Ausscheidung dem späteren Meister Schaffer unterlegen war und der Verband nur einem Fahrer die Reise finanzieren konnte, hatte er sich auf eigene Kosten auf den Weg dorthin gemacht und belegte den vierten Platz im Sprint der Amateure, nachdem er im Halbfinale gegen den späteren Weltmeister aus Köln, Albert Richter, verloren hatte.
Zwischen 1933 und 1937 errang Dusika zehn österreichische Meistertitel, zudem siegte er bei zahlreichen nationalen und internationalen Rennen, darunter 1934 bei den Großen Preisen in Kopenhagen, Zürich sowie im Großen Preis von Deutschland, im Jahr darauf beim Großen Preis von England sowie auch 1935 beim Großen Preis von Europa in Wien. 1936 nahm er ein zweites Mal an Olympischen Spielen teil, im Sprint sowie erneut im Tandemrennen  mit Alfred Mohr, wiederum ohne Medaillenerfolg. Wegen Werbungen, die nach den damals gültigen Regeln für Amateure nicht zulässig waren, wurde ihm 1937 die Amateurlizenz entzogen.
Ab 1940 war er als Berufsfahrer aktiv.
Von den wenigen in der Zeit des Zweiten Weltkrieges ausgetragenen Sprintturnieren gewann er 1942 den Großen Fliegerpreis von Wien vor dem Olympiasieger Carl Lorenz. In der Deutschen Meisterschaft wurde er 1941 hinter Toni Merkens Zweiter.

## Nach dem Radsport
Nach der Beendigung seiner aktiven Karriere im Jahr 1942 trat Dusika als Organisator und Sponsor des österreichischen Radsports auf und initiierte unter anderem die Dusika-Jugendtour. Bereits von 1935 an führte er in der Wiener Fasangasse ein Fahrradgeschäft und zeichnete als Hauptschriftleiter für eine österreichische Radsportzeitschrift. Er war der Manager von Rudi Valenta.
Dusika gab mehrere Bücher, teils gemeinsam mit Max Bulla, zum Thema Radsport heraus. Auch gilt er als Pionier der Vollwertkost, die er mit einem Buch (Dicke essen zu wenig) propagierte, das Hademar Bankhofer für ihn als Ghostwriter verfasste. 1978 war er Trauzeuge bei der Eheschließung der Schauspielerin Dagmar Koller mit dem späteren Wiener Bürgermeister Helmut Zilk. Nach Dusikas Tod übernahm Zilk dessen Villa in Portugal.
Nach seinem Tode wurde das Wiener Hallenstadion in Ferry-Dusika-Hallenstadion umbenannt. Im Jahr 1993 wurde in Wien-Donaustadt (22. Bezirk) die Dusikagasse nach ihm benannt.
Sein ehrenhalber gewidmetes Grab befindet sich auf dem Wiener Zentralfriedhof (Gruppe 40, Nummer 119).

## Dusikas Rolle in der Zeit des Nationalsozialismus
Wegen der Übernahme des Fahrradgeschäfts eines jüdischen Mitbürgers im Jahre 1939 geriet Dusika Ende der 2000er Jahre als „Arisierer“ in die Kritik.
Im Juli 2013 legte eine Historikerkommission den abschließenden Bericht zum Projekt Straßennamen Wiens seit 1860 als „Politische Erinnerungsorte“ vor. Darin schreibt der Historiker Peter Autengruber: „Dusika erhielt im Jänner 1939 von der ‚Vermögens‐Verkehrsstelle‘ die Genehmigung zur ‚Übernahme‘ des Geschäftes von Abraham Adolf Blum in der Brünner Straße 45. Blum war Fahrradhändler und galt 1938 als Jude. Die NSDAP stellte Dusika ein ‚politisches Zeugnis‘ aus und bestätigte, dass er Mitglied der NSDAP sowie SA‐Oberscharführer sei.“
Dusika war schon vor 1938 als „Illegaler“ Mitglied der damals in Österreich verbotenen NSDAP, er beantragte am 18. Mai 1938 die reguläre Aufnahme in die Partei und wurde rückwirkend zum 1. Mai desselben Jahres aufgenommen (Mitgliedsnummer 6.295.534). Dusika habe, so der Bericht, die von ihm geleitete Radsportzeitschrift Österreichischer Radsport nach dem Anschluss Österreichs ausdrücklich in den Dienst der neuen Machthaber gestellt, die die Ablösung eines bisherigen Radsportfunktionärs so kommentierte: „Schlesinger ist ein Judenmischling und somit im neuen Deutschland unmöglich.“ Ab Dezember 1938 trug die Zeitschrift den Namen Ostmark Radsport. In folgenden Beiträgen wurde unter anderem der Überfall auf Polen im September 1939 als „Abwehrkampf für die gerechteste Sache der Welt“ gerechtfertigt, ein überschwänglicher nationalistischer Ton gepflegt sowie dem „Führer“ gehuldigt: „Ein Einziger nur hat es gewußt: unser Führer! Sein Genius überstrahlt alles.“ (Ostmark Radsport, Juli 1940, 3) Nach dem Krieg bestritt Dusika, ein überzeugter Nationalsozialist gewesen zu sein, auch weil er jüdische Verwandte habe, die ermordet worden seien.
Als Konsequenz dieses Berichtes über Dusikas Vergangenheit gab es Überlegungen, die nach ihm benannte Straße sowie das Hallenstadion umzubenennen. Während der Österreichische Radsportverband keine Notwendigkeit einer Änderung sieht, wollte die Stadt Wien die Umbenennung des Stadions vorantreiben. 2021 wurde aber bekannt, dass die Halle abgerissen werde. An ihrer Stelle wird die „Sportarena Wien“ für mehrere Sportarten errichtet werden, die allerdings nicht über eine Radrennbahn verfügt. Die Eröffnung der Sportarena ist für 2025 geplant.

## Werke
- Der erfolgreiche Radrennfahrer, 1951
- Radsporthandbuch, 1952
- Dicke essen zu wenig, 1982